# Эсватинская кухня
Кухня Эсватини во многом определяется сезонами и географией региона. Основные продукты питания в Эсватини включают сорго и кукурузу, часто подаваемые с козлятиной, очень популярным мясом и домашним скотом. Сельское хозяйство в основном базируется на выращивании сахарного тростника, табака, риса, кукурузы, арахиса и экспорта козлятины и говядины. Многие свази являются фермерами, ведущими натуральное хозяйство, которые дополняют свой рацион продуктами, купленными на рынках.
Продукты и импорт из прибрежных стран также являются частью кухни Эсватини. На некоторых местных рынках есть продуктовые лавки с традиционным для свази мясным стью, сэндвичами, кукурузной мукой и сезонной жареной кукурузой в початках.

## Традиционные блюда
Традиционные блюда Эсватини включают:
- Сишвала (Sishwala) — густая каша, обычно подаваемая с мясом или овощами.
- Инкванква (Incwancwa) — кислая каша из ферментированной кукурузной муки
- Ситфуби (Sitfubi) — свежее молоко, приготовленное и смешанное с кукурузной мукой.
- Сипхупе сетиндлубу (Siphuphe setindlububu) — густая каша из измельченных молотых орехов
- Эмаси этинкхобэ тембила (Emasi etinkhobe temmbila) — молотая кукуруза, смешанная с кислым молоком
- Эмаси эмабеле (Emasi emabele) — молотое сорго, смешанное с кислым молоком
- Сидвудву (Sidvudvu) — каша из тыквы, смешанная с кукурузной мукой
- Умнцвеба (Umncweba) — сушеное сырое мясо (билтонг)
- Сипхупхе семабхонтджиси (Siphuphe semabhontjisi) — густая каша из пюре из фасоли.
- Тинхобе (Tinkhobe) — варёная цельная кукуруза
- Умбидво ветинтсанга (Umbhindvo wetintsanga) — приготовленные побеги (листья) тыквы, смешанные с молотыми орехами
- Эмахеву (Emahewu) — напиток из ферментированной жидкой каши.
- Умкомботси (Umcombotsi) — традиционное пиво, сваренное в Сисвати, называется тджвала.